# L'attesa
Pour les articles homonymes, voir Attente.
L'attesa (L'Attente) est une pièce de théâtre de Beniamino Joppolo, écrite en 1960.

## Personnages
- Giacinto
- Gelsomino
- Le jeune garçon
- Rosa
- Violetta
- La serveuse du bar
- Des voix

## Résumé
Un tempo, un luogo, un'azione [Un temps, un lieu, une action].
L'action se déroule dans un petit bar situé sur la place principale d'un village difficile d'accès. Des clients entrent et sortent du bar. Giacinto, Gelsomino, Rosa et Violetta sont attablés. Ils parlent fort,  et de manière animée. La discussion tourne autour de l'existence de Dieu, de l'avènement de la guerre. Les expressions siciliennes appuient une théorie de l'évolution de l'espèce humaine où maîtres et serviteurs seraient arrivés à un point de non-retour. La guerre qui pourrait éclater serait effroyable, et prendrait la forme d'une guerre d'administration. C'est alors que les disputes bon enfant cessent à l'entrée du jeune garçon qui annonce au groupe que leur véhicule a été réparé. Ils sortent, et laissent la serveuse du bar conclure la discussion et l'action par une tirade sur l'attente existentielle qui dépasserait la seule mort.  

## Année de parution
- L'attesa, lavoro teatrale, atto unico, (Parigi, 1960), a cura di Fabio Pierangeli e Debora Cusimano, « Sincronie », Roma, X, N. 20, luglio-dicembre 2006.

## Mots clés
Dieu, guerre, existence, mort, attente, café, départ, sicile, parler populaire.